# Hažín nad Cirochou
Hažín nad Cirochou es un municipio del distrito de Humenné en la región de Prešov, Eslovaquia, con una población estimada a final del año 2024 de 654 habitantes.
Se encuentra ubicado al sureste de la región, cerca de los ríos Cirocha y Laborec (cuenca hidrográfica del río Tisza) y de la frontera con la región de Košice.

## Demografía
| Año        | 1994 | 2004     | 2014    | 2024    |
| ---------- | ---- | -------- | ------- | ------- |
| Población  | 609  | 709      | 675     | 654     |
| Diferencia |      | +16,42 % | −4,79 % | −3,11 % |

| Año        | 2023 | 2024    |
| ---------- | ---- | ------- |
| Población  | 665  | 654     |
| Diferencia |      | −1,65 % |